# Encontro de Escritores da Língua Portuguesa de Natal
O Encontro de Escritores da Língua Portuguesa de Natal (EELP Natal) é um evento anual realizado pela prefeitura da cidade de Natal e pela União das Cidades Capitais de Língua Portuguesa (UCCLA) com o objetivo de promover o intercâmbio entre os escritores de língua portuguesa dos cinco continentes.
O evento substituiu o Encontro Natalense de Escritores (ENE) que se realizava desde 2006 no mês de dezembro durante as comemorações do Natal em Natal.